# Gonomyia (Neolipophleps) extenuata
Gonomyia (Neolipophleps) extenuata is een tweevleugelige uit de familie steltmuggen (Limoniidae). De soort komt voor in het Neotropisch gebied.